# Gianni Bongioanni
Gianni Bongioanni, né le 6 août 1921 à Turin et mort le 21 janvier 2018 à Rome, est un réalisateur italien.

## Biographie
Gianni Bongioanni a commencé à travailler pour la RAI en 1952 comme responsable de l'organisation réalisant des documentaires sur la difficile vie quotidienne en Italie. Au début des années 1970 , il se tourne vers la fiction et a été responsable de quelques - unes des meilleures productions télévisuelles comme Una donna adapté du roman de Sibilla Aleramo. Jusqu'au années 2000 il resté lié à cette profession. Il a tourné une seule fois pour le cinéma en 1963, créant avec son propre scénario et ses propres photographies Tre per una rapina une œuvre de style noir sur les immigrants italiens en Allemagne. 

## Filmographie partielle

### Comme réalisateur

#### Cinéma
- 1964 : Tre per una rapina

#### Télévision
- 1980 : Un matrimonio in provincia
- 1986 : Follia amore mio
- 1989 : Piange al mattino il figlio del cuculo

#### Séries télévisées
- 1959 : La svolta pericolosa - una storia d'oggi
- 1971 : Dedicato a un bambino – série TV, épisodes 1x1-1x2-1x3
- 1974 : Una pistola nel cassetto – série TV, épisodes 1x1-1x2-1x3 (1974), acteur aussi
- 1977 : Una donna – série TV, 6 épisodes
- 1982 : Mia figlia – série TV, épisodes 1x1-1x2-1x3
- 1983 : Giovanni, da una madre all'altra – série TV, épisodes 1x1-1x2-1x3

### Comme acteur
- 1967 : La Cible dans l'œil (L'occhio selvaggio) de Paolo Cavara